# Lista gatunków z rodzaju Cyphostemma
Lista gatunków z rodzaju Cyphostemma – lista gatunków rodzaju roślin należącego do rodziny winoroślowatych (Vitaceae Juss.). Według The Plant List w obrębie tego rodzaju rozróżniono 253 gatunki, natomiast kolejnych 28 taksonów ma status gatunków niepewnych.
Wykaz gatunków

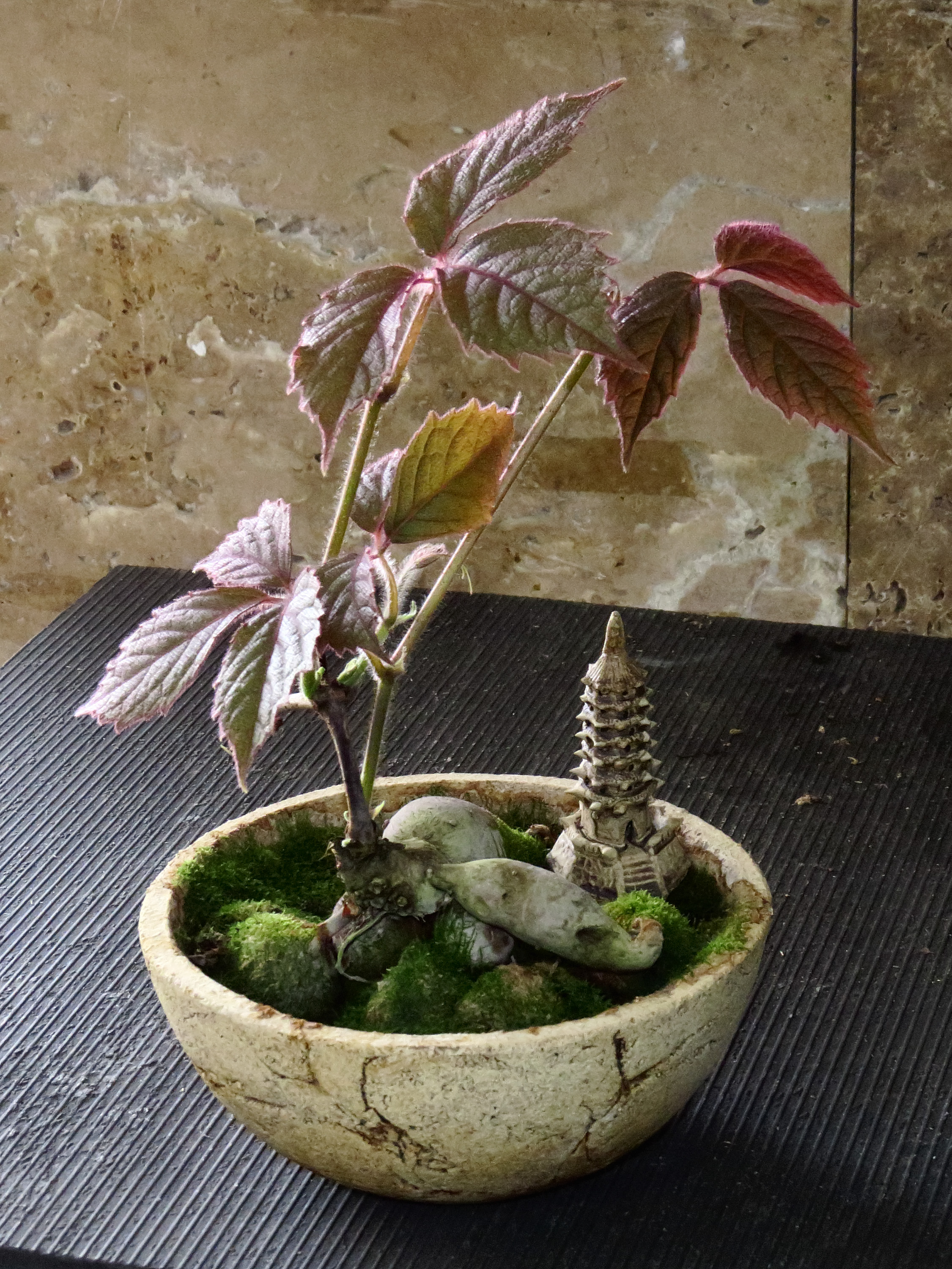
Cyphostemma adenopodum

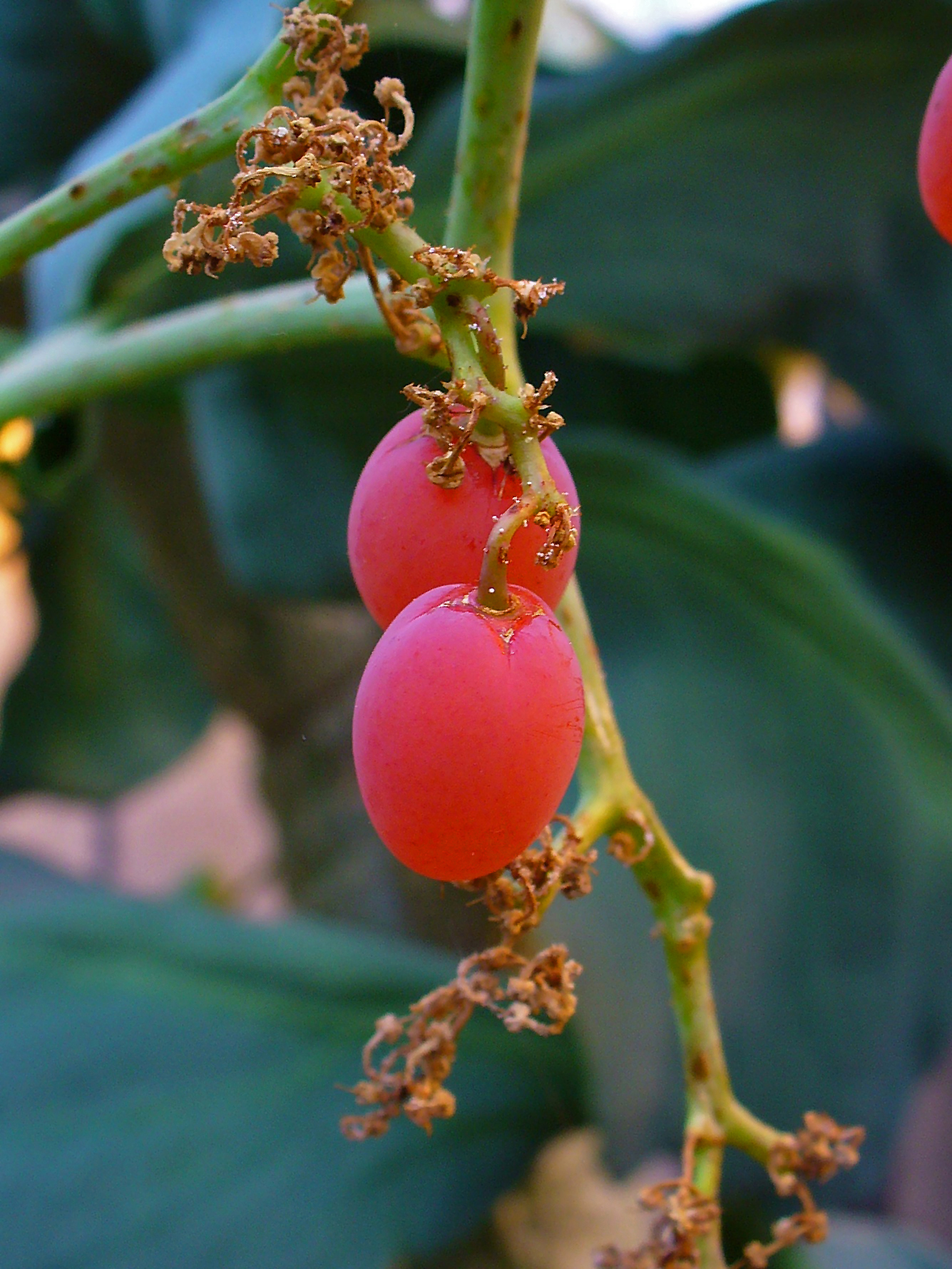
Cyphostemma bainesii

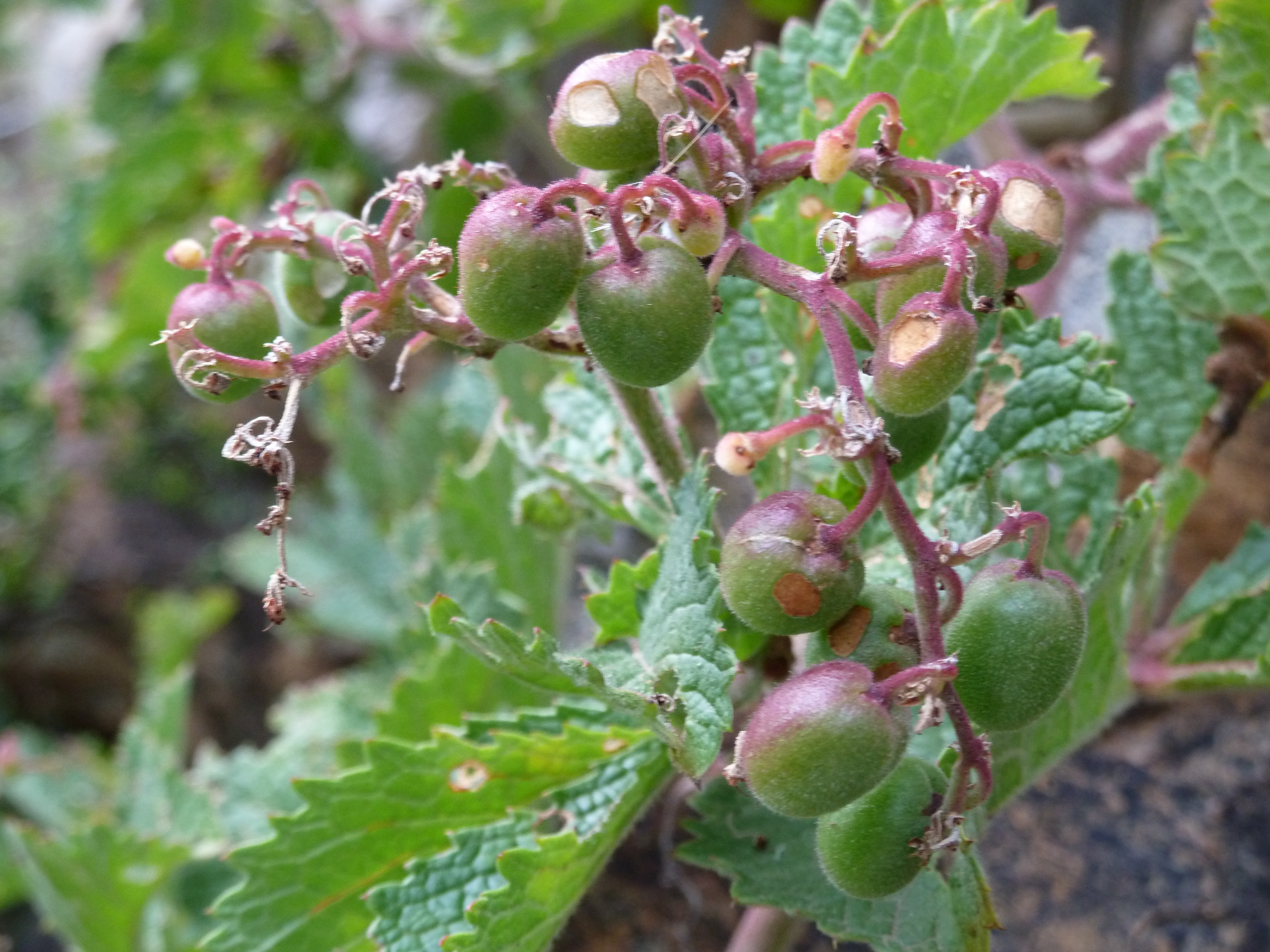
Cyphostemma cirrhosum

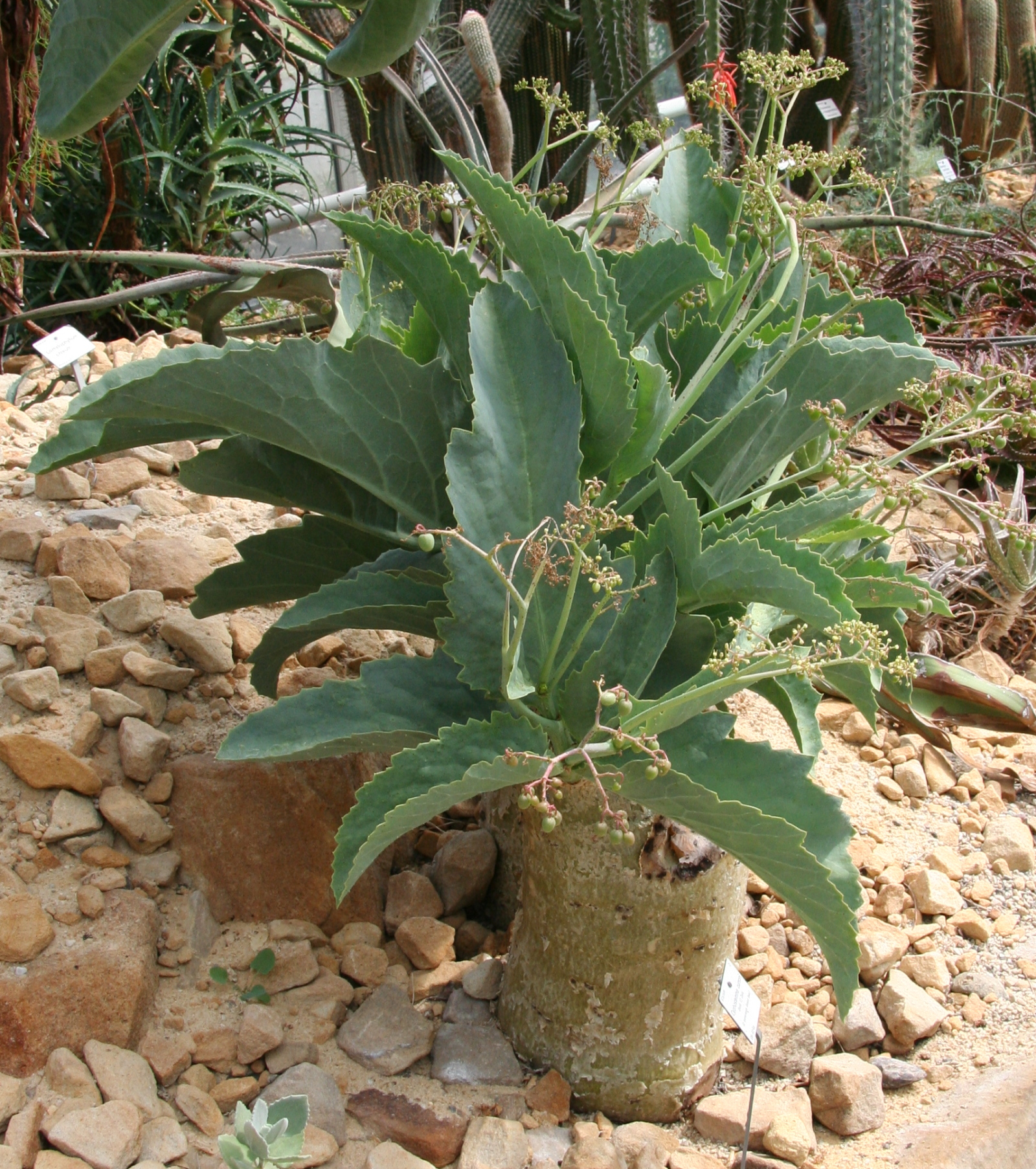
Cyphostemma currorii

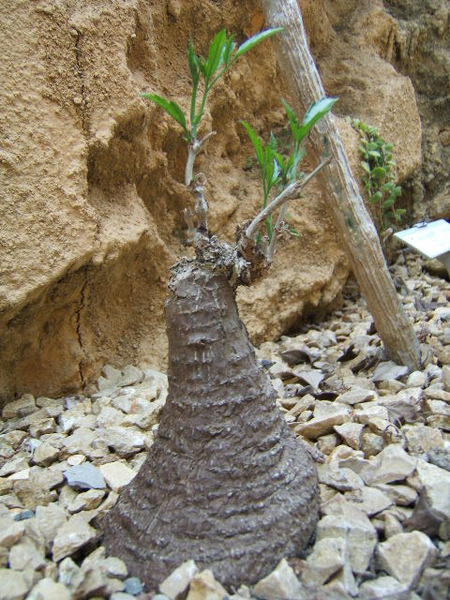
Cyphostemma elephantopus

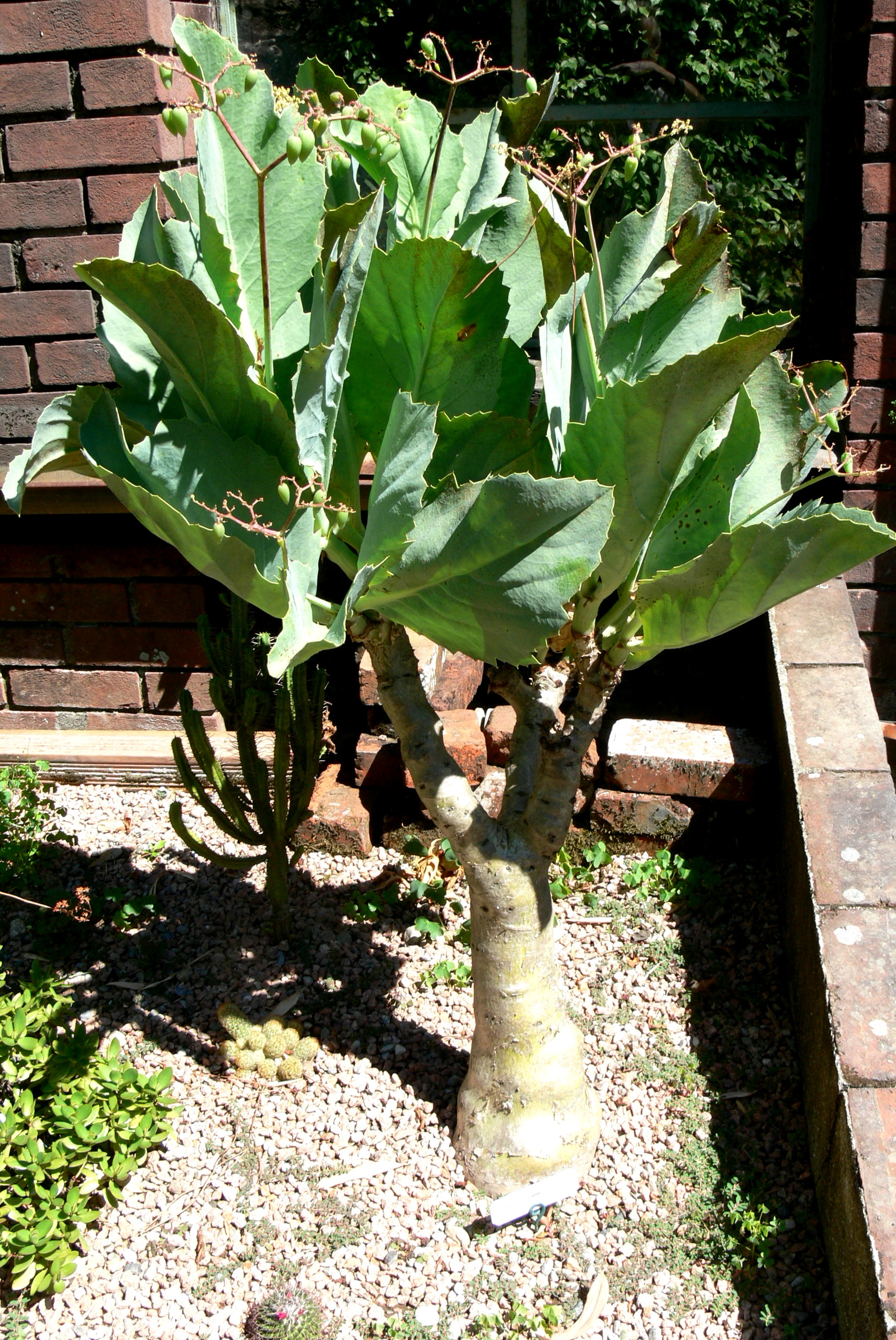
Cyphostemma juttae

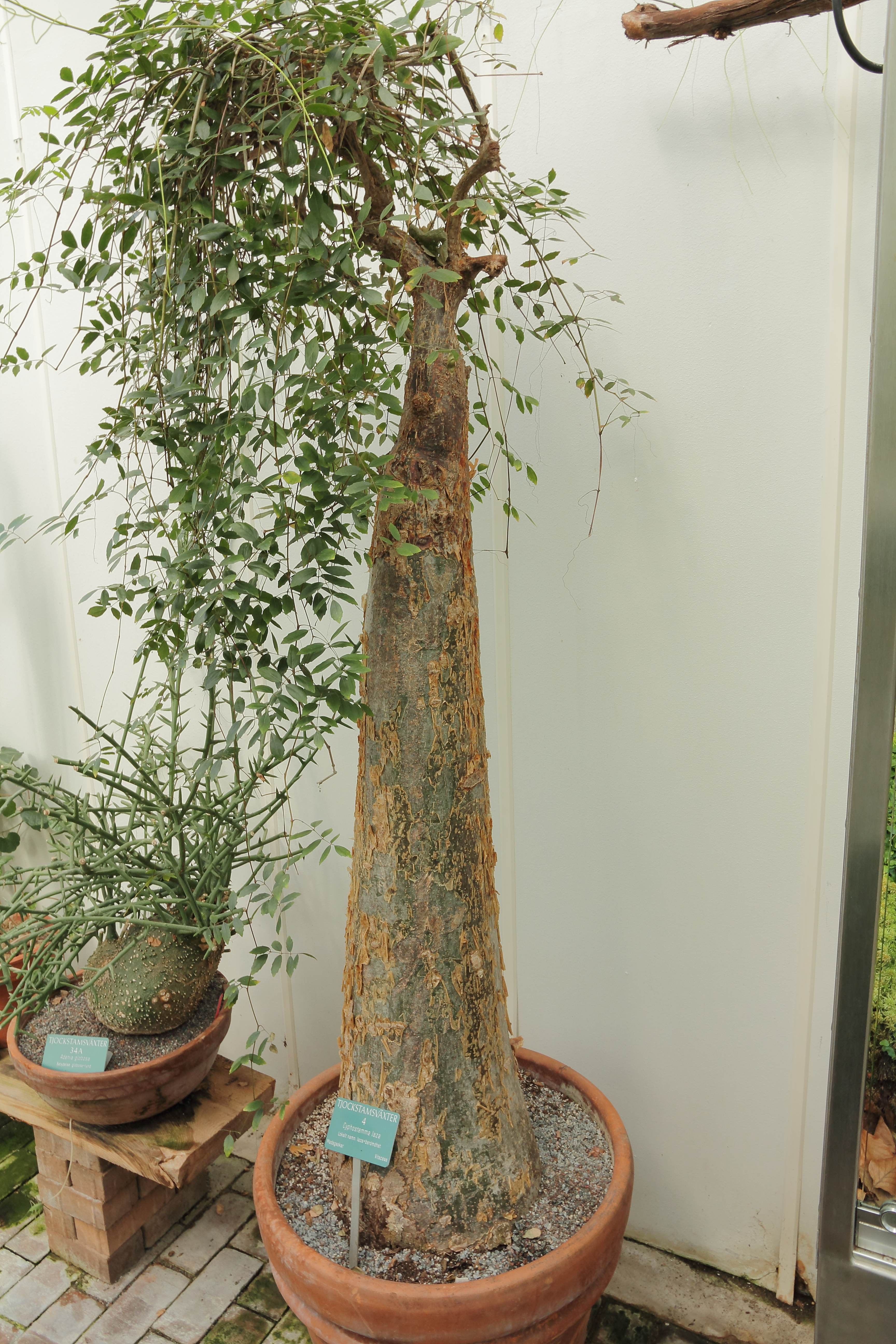
Cyphostemma laza

- Cyphostemma abercornense Wild & R.B.Drumm.
- Cyphostemma adamii Desc.
- Cyphostemma adenanthum (Fresen.) Desc.
- Cyphostemma adenocarpum (Gilg & M.Brandt) Desc.
- Cyphostemma adenocaule (Steud. ex A.Rich.) Desc. ex Wild & R.B.Drumm.
- Cyphostemma adenocephalum (Gilg & M.Brandt) Desc.
- Cyphostemma adenopodum (Sprague) Desc.
- Cyphostemma allophylloides (Gilg & M.Brandt) Desc.
- Cyphostemma alnifolium (Schweinf. ex Planch.) Desc.
- Cyphostemma amplexicaule Desc.
- Cyphostemma amplexum (Baker) Desc.
- Cyphostemma anatomicum (C.A.Sm.) Wild & R.B.Drumm.
- Cyphostemma ankaranense Desc.
- Cyphostemma ankirihitrensis Desc.
- Cyphostemma auriculatum (Roxb.) P.Singh & B.V.Shetty
- Cyphostemma bainesii (Hook.) Desc.
- Cyphostemma bambuseti (Gilg & M.Brandt) Desc. ex Wild & R.B.Drumm.
- Cyphostemma barbosae Wild & R.B.Drumm.
- Cyphostemma betiforme (Chiov.) Vollesen
- Cyphostemma bidgoodiae Verdc.
- Cyphostemma biternatum (Baker) Desc.
- Cyphostemma boranense Vollesen
- Cyphostemma bororense (Klotzsch) Desc. ex Wild & R.B.Drumm.
- Cyphostemma braunii (Gilg & M.Brandt) Desc.
- Cyphostemma brieyi (De Wild.) Compère
- Cyphostemma buchananii (Planch.) Desc. ex Wild & R.B.Drumm.
- Cyphostemma bullatum (Gilg & M.Brandt) Desc.
- Cyphostemma burgeri Vollesen
- Cyphostemma cabui (Dewit) Desc.
- Cyphostemma caerulans Desc.
- Cyphostemma camerounense Desc.
- Cyphostemma chloroleucum (Welw. ex Baker) Desc. ex Wild & R.B.Drumm.
- Cyphostemma chrysadenium (Gilg) Desc.
- Cyphostemma cirrhosum (Thunb.) Desc. ex Wild & R.B.Drumm.
- Cyphostemma comorense Desc.
- Cyphostemma congestum (Baker) Desc. ex Wild & R.B.Drumm.
- Cyphostemma congoense (auct.) Desc.
- Cyphostemma connivens (Lam.) Desc.
- Cyphostemma cornigera Desc.
- Cyphostemma cornus-africani Thulin
- Cyphostemma crassiusculum (Baker) Desc.
- Cyphostemma crinitum (Planch.) Desc.
- Cyphostemma cristigera Desc.
- Cyphostemma crithmifolium (Chiov.) Desc.
- Cyphostemma crotalarioides (Planch.) Desc. ex Wild & R.B.Drumm.
- Cyphostemma cryptoglandulosum Verdc.
- Cyphostemma cuneatum (Gilg & M.Brandt) Desc.
- Cyphostemma currorii (Hook.f.) Desc.
- Cyphostemma curvipodum (Baker) Desc.
- Cyphostemma cymosum (Schumach. & Thonn.) Desc.
- Cyphostemma cyphopetalum (Fresen.) Desc. ex Wild & R.B.Drumm.
- Cyphostemma dasycarpum Verdc.
- Cyphostemma dasypleurum (C.A.Sm.) J.J.M.van der Merwe
- Cyphostemma degraeri (Dewit) Desc.
- Cyphostemma delphinensis Desc.
- Cyphostemma dembianense (Chiov.) Vollesen
- Cyphostemma dembianensis (Chiov.) Vollesen
- Cyphostemma descoingsii Lavie
- Cyphostemma desenfansii (Dewit) Desc.
- Cyphostemma digitatum (Forssk.) Desc.
- Cyphostemma duparquettii (Planch.) Desc.
- Cyphostemma dysocarpum (Gilg & M.Brandt) Desc.
- Cyphostemma echinocarpa Desc.
- Cyphostemma elephantopus Desc.
- Cyphostemma elisabethvilleanum (Dewit) Desc. ex Wild & R.B.Drumm.
- Cyphostemma eminii (Gilg) Desc.
- Cyphostemma engleri (Gilg) Desc.
- Cyphostemma erythreae (Gilg & M.Brandt) Desc.
- Cyphostemma erythrocephalum (Gilg & M.Brandt) Desc.
- Cyphostemma feddeanum (Gilg & M.Brandt) Desc.
- Cyphostemma flavicans (Baker) Desc.
- Cyphostemma flaviflorum (Sprague) Desc.
- Cyphostemma fragariifolium (Bojer) Desc.
- Cyphostemma fugosioides (Gilg) Desc. ex Wild & R.B.Drumm.
- Cyphostemma gigantophyllum (Gilg & M.Brandt) Desc. ex Wild & R.B.Drumm.
- Cyphostemma gilletii (De Wild. & T.Durand) Desc.
- Cyphostemma glandulosissimum (Gilg & M.Brandt) Desc. ex Wild & R.B.Drumm.
- Cyphostemma glanduloso-pilosa Desc.
- Cyphostemma gracillimum (Werderm.) Desc.
- Cyphostemma grahamii Verdc.
- Cyphostemma grandistipulatum (Gilg & M.Brandt) Desc.
- Cyphostemma graniticum (Wild & R.B.Drumm.) Wild & R.B.Drumm.
- Cyphostemma greenwayi Verdc.
- Cyphostemma greveanum Desc.
- Cyphostemma griseorubrum (Gilg & M.Brandt) Desc.
- Cyphostemma hardyi Retief
- Cyphostemma haumanii (Dewit) Desc.
- Cyphostemma hereroense (Schinz) Desc. ex Wild & R.B.Drumm.
- Cyphostemma heterotrichum (Gilg & R.E.Fr.) Desc. ex Wild & R.B.Drumm.
- Cyphostemma hildebrandtii (Gilg) Desc. ex Wild & R.B.Drumm.
- Cyphostemma hispidiflorum (C.A.Sm.) J.J.M.van der Merwe
- Cyphostemma homblei (De Wild.) Desc.
- Cyphostemma horombense Desc.
- Cyphostemma huillense (Exell & Mendonça) Desc.
- Cyphostemma humile (N.E.Br.) Desc. ex Wild & R.B.Drumm.
- Cyphostemma hypoleucum (Harv.) Desc. ex Wild & R.B.Drumm.
- Cyphostemma jiguu Verdc.
- Cyphostemma johannis (Exell & Mendonça) Desc.
- Cyphostemma junceum (Baker) Desc. ex Wild & R.B.Drumm.
- Cyphostemma juttae (Dinter & Gilg) Desc.
- Cyphostemma kaniamae (Mullend. ex Dewit) Desc.
- Cyphostemma kapiriense (Dewit) Desc.
- Cyphostemma keilii (Gilg & M.Brandt) Desc.
- Cyphostemma kibweziense Verdc.
- Cyphostemma kilimandscharicum (Gilg) Desc. ex Wild & R.B.Drumm.
- Cyphostemma kirkianum (Planch.) Desc. ex Wild & R.B.Drumm.
- Cyphostemma kiwakishiense (Dewit) Desc.
- Cyphostemma knittelii (Gilg) Desc.
- Cyphostemma kundelunguense Malaisse
- Cyphostemma labatii Desc.
- Cyphostemma lageniflorum (Gilg & M.Brandt) Desc.
- Cyphostemma lanigerum (Harv.) Desc. ex Wild & R.B.Drumm.
- Cyphostemma laza Desc.
- Cyphostemma leandrii Desc.
- Cyphostemma ledermannii (Gilg & M.Brandt) Desc.
- Cyphostemma lelyi (Hutch.) Desc.
- Cyphostemma lentianum (Volkens & Gilg) Desc.
- Cyphostemma letouzeyanum Desc.
- Cyphostemma leucorufescens Desc.
- Cyphostemma leucotrichum (Gilg & M.Brandt) Desc.
- Cyphostemma libenii (Dewit) Desc.
- Cyphostemma lovemorei Wild & R.B.Drumm.
- Cyphostemma luteum (Exell & Mendonça) Desc.
- Cyphostemma lynesii (Dewit) Desc. ex Wild & R.B.Drumm.
- Cyphostemma macrocarpa Desc.
- Cyphostemma manambovensis Desc.
- Cyphostemma mandrakense Desc.
- Cyphostemma manikense (De Wild.) Desc. ex Wild & R.B.Drumm.
- Cyphostemma mannii (Baker) Desc.
- Cyphostemma mappia (Lam.) Galet
- Cyphostemma maranguense (Gilg) Desc.
- Cyphostemma marlothii (Dinter & Gilg) Desc.
- Cyphostemma marojejyense Desc.
- Cyphostemma masukuense (Baker) Desc. ex Wild & R.B.Drumm.
- Cyphostemma megabotrys (Collett & Hemsl.) B.V.Shetty
- Cyphostemma mendesii F.Sousa
- Cyphostemma meyeri-johannis (Gilg & M.Brandt) Verdc.
- Cyphostemma michelii (Dewit) Desc.
- Cyphostemma micradenium (Gilg & M.Brandt) Desc.
- Cyphostemma microdipterum (Baker) Desc.
- Cyphostemma migiurtinorum (Chiov.) Desc.
- Cyphostemma mildbraedii (Gilg & M.Brandt) Desc. ex Wild & R.B.Drumm.
- Cyphostemma milleri Wild & R.B.Drumm.
- Cyphostemma molle (Baker) Desc.
- Cyphostemma montagnacii Desc.
- Cyphostemma montanum Wild & R.B.Drumm.
- Cyphostemma muhuluense (Mildbr.) Desc.
- Cyphostemma nanellum (Gilg & R.E.Fr.) Desc. ex Wild & R.B.Drumm.
- Cyphostemma natalitium (Szyszyl.) J.J.M.van der Merwe
- Cyphostemma nigroglandulosum (Gilg & M.Brandt) Desc.
- Cyphostemma niveum (Hochst. ex Schweinf.) Desc.
- Cyphostemma njegerre (Gilg & Strauss) Desc.
- Cyphostemma obovato-oblongum (De Wild.) Desc. ex Wild & R.B.Drumm.
- Cyphostemma odontadenium (Gilg) Desc.
- Cyphostemma oleraceum (Bolus) J.J.M.van der Merwe
- Cyphostemma omburense (Gilg & M.Brandt) Desc.
- Cyphostemma ornatum (A.Chev. ex Hutch. & Dalziel) Desc.
- Cyphostemma ouakense Desc.
- Cyphostemma overlaetii (Dewit) Desc.
- Cyphostemma oxyphyllum (A.Rich.) Vollesen
- Cyphostemma pachyanthum (Gilg & M.Brandt) Desc.
- Cyphostemma pachypus Desc.
- Cyphostemma pannosum Vollesen
- Cyphostemma passargei (Gilg & M.Brandt) Desc.
- Cyphostemma paucidentatum (Klotzsch) Desc. ex Wild & R.B.Drumm.
- Cyphostemma pendulum (Welw. ex Baker) Desc.
- Cyphostemma perforatum (Louis ex Dewit) Desc.
- Cyphostemma phyllomicron (Chiov.) Desc.
- Cyphostemma pobeguinianum Desc.
- Cyphostemma princeae (Gilg & M.Brandt) Desc. ex Wild & R.B.Drumm.
- Cyphostemma pruriens (Welw. ex Baker) Desc.
- Cyphostemma pseudoburgeri Verdc.
- Cyphostemma pseudonjegerre (Gilg & M.Brandt) Desc.
- Cyphostemma pseudorhodesiae (Dewit) Desc.
- Cyphostemma pseudosesquipedale Verdc.
- Cyphostemma pseudoupembaense (Dewit) Desc.
- Cyphostemma puberulum (C.A.Sm.) Wild & R.B.Drumm.
- Cyphostemma pumila Desc.
- Cyphostemma pumilum Desc.
- Cyphostemma quinatum (Dryand.) Desc. ex Wild & R.B.Drumm.
- Cyphostemma rhodesiae (Gilg & M.Brandt) Desc. ex Wild & R.B.Drumm.
- Cyphostemma richardsiae Wild & R.B.Drumm.
- Cyphostemma ringoetii (De Wild.) Desc.
- Cyphostemma rivae (Gilg) Desc.
- Cyphostemma robsonii Wild & R.B.Drumm.
- Cyphostemma robynsii (Dewit) Desc.
- Cyphostemma roseiglandulosa Desc.
- Cyphostemma roseiglandulosum Desc.
- Cyphostemma rotundistipulatum Wild & R.B.Drumm.
- Cyphostemma rowlandii (Gilg & M.Brandt) Desc.
- Cyphostemma ruacanense (Exell & Mendonça) Desc.
- Cyphostemma rubroglandulosum Retief & A.E.van Wyk
- Cyphostemma rubromarginatum (Gilg & M.Brandt) Desc.
- Cyphostemma rubrosetosum (Gilg & M.Brandt) Desc.
- Cyphostemma rupicola (Gilg & M.Brandt) Desc.
- Cyphostemma rutilans Desc.
- Cyphostemma sakalavensis Desc.
- Cyphostemma sanctuarium-selousii Verdc.
- Cyphostemma sarcospathulum (Chiov.) Desc.
- Cyphostemma saxicola (Gilg & R.E.Fr.) Desc. ex Wild & R.B.Drumm.
- Cyphostemma schimperi (Hochst. ex A.Rich.) Desc.
- Cyphostemma schlechteri (Gilg & M.Brandt) Desc. ex Wild & R.B.Drumm.
- Cyphostemma schliebenii (Mildbr.) Desc.
- Cyphostemma segmentatum (C.A.Sm.) J.J.M.van der Merwe
- Cyphostemma seitzianum (Gilg & M.Brandt) Desc.
- Cyphostemma serjanioides (Planch.) Desc.
- Cyphostemma serpens (Hochst. ex A.Rich.) Desc.
- Cyphostemma sessilifolium (Dewit) Desc.
- Cyphostemma setosum (Roxb.) Alston
- Cyphostemma shinyangense Verdc.
- Cyphostemma simplicifolium A.Björnstad
- Cyphostemma simulans (C.A.Sm.) Wild & R.B.Drumm.
- Cyphostemma sokodense (Gilg & M.Brandt) Desc.
- Cyphostemma spinosopilosum (Gilg & M.Brandt) Desc.
- Cyphostemma stefanianum (Chiov.) Desc.
- Cyphostemma stefaninianum (Chiov.) Desc.
- Cyphostemma stegosaurus Verdc.
- Cyphostemma stenolobum (Welw. ex Baker) Desc. ex Wild & R.B.Drumm.
- Cyphostemma stenopodum (Gilg) Desc.
- Cyphostemma stipulaceum (Baker) Desc.
- Cyphostemma strigosum (Dewit) Desc.
- Cyphostemma subciliatum (Baker) Desc. ex Wild & R.B.Drumm.
- Cyphostemma sulcatum (C.A.Sm.) J.J.M.van der Merwe
- Cyphostemma taborense Verdc.
- Cyphostemma tenuissimum (Gilg & R.E.Fr.) Desc. ex Wild & R.B.Drumm.
- Cyphostemma ternatomultifidum (Chiov.) Desc.
- Cyphostemma ternatum (Forssk.) Desc.
- Cyphostemma thomasii (Gilg & M.Brandt) Desc.
- Cyphostemma tisserantii Desc.
- Cyphostemma trachyphyllum (Werderm.) Desc. ex Wild & R.B.Drumm.
- Cyphostemma trilobata (Lam.) M.R.Almeida
- Cyphostemma tsaratananensis Desc.
- Cyphostemma ukerewense (Gilg) Desc.
- Cyphostemma urophyllum (Gilg & M.Brandt) Desc.
- Cyphostemma uter (Exell & Mendonça) Desc.
- Cyphostemma uwanda Verdc.
- Cyphostemma vandenbergheae Malaisse & Matamba
- Cyphostemma vandenbrandeanum (Dewit) Desc. ex Wild & R.B.Drumm.
- Cyphostemma vanderbenii (Dewit) Desc.
- Cyphostemma vanmeelii (Lawalrée) Wild & R.B.Drumm.
- Cyphostemma vezensis Desc.
- Cyphostemma villosicaule Verdc.
- Cyphostemma violaceoglandulosum (Gilg) Desc.
- Cyphostemma viscosum (Gilg & R.E.Fr.) Desc. ex Wild & R.B.Drumm.
- Cyphostemma vogelii (Hook.f.) Desc.
- Cyphostemma vollesenii Verdc.
- Cyphostemma waterlotii (A.Chev.) Desc.
- Cyphostemma wittei (Staner) Wild & R.B.Drumm.
- Cyphostemma woodii (Gilg & M.Brandt) Desc.
- Cyphostemma zanzibaricum Verdc.
- Cyphostemma zechianum (Gilg & M.Brandt) Desc.
- Cyphostemma zimmermannii Verdc.
- Cyphostemma zombense (Baker) Desc. ex Wild & R.B.Drumm.